# فرودگاه باورو
فرودگاه باورو (به انگلیسی: Bauru Airport) (به زبان بومی: Aeroporto Estadual de Bauru) یک فرودگاه همگانی مسافربری با کد یاتا BAU است که یک باند فرود آسفالت دارد و طول باند آن ۱۵۰۱ متر است. این فرودگاه در کشور برزیل قرار دارد و در ارتفاع ۶۱۷ متری از سطح دریا واقع شده‌است.